# X-Men: Dark Phoenix
Série X-Men
X-Men: Apocalypse
(2016) Les Nouveaux Mutants
(2020)
Série Deadpool
Deadpool 2
(2018) Deadpool et Wolverine
(2024)
Pour plus de détails, voir Fiche technique et Distribution.
X-Men: Dark Phoenix ou Phénix Noir au Québec (Dark Phoenix) est un film de super-héros américano-canadien écrit et réalisé par Simon Kinberg et sorti en 2019.
Le film débute en 1975, Jean Grey provoque un accident de voiture qui tue sa mère et blesse son père. Terrorisée et orpheline, la fillette est recueillie par le Professeur Charles Xavier, qui lui présente son Institut. En 1992, les X-Men sont devenus des héros. Charles Xavier envoie son équipe sur des missions de plus en plus dangereuses. À la demande du Président des États-Unis, ils sont envoyés dans l'espace, à la rescousse des passagers de la navette Endeavour, apparemment prise dans une éruption solaire. Jean est presque tuée lorsqu’elle est frappée par une mystérieuse force cosmique. Une fois rentrée chez elle, cette force la rend non seulement infiniment plus puissante, mais aussi beaucoup plus instable. En lutte avec cette entité en elle, Jean libère ses pouvoirs d’une manière qu’elle ne peut ni comprendre ni contenir. Alors que Jean devient incontrôlable et fait du mal à ceux qu’elle aime le plus, elle commence à démêler le tissu même qui unit les X-Men. Maintenant, avec cette famille en train de s’effondrer, les X-Men doivent trouver un moyen de s’unir non seulement pour sauver l’âme de leur amie Jean, mais aussi pour sauver la Terre des extraterrestres qui souhaitent s’armer de cette force et gouverner la galaxie.
Douzième film de la franchise X-Men, il fait suite à X-Men: Apocalypse (2016) de Bryan Singer et adapte la saga du Phénix Noir, déjà traitée dans X-Men : L'Affrontement final (2006). Le film est un échec commercial, ne rapportant que 252 millions de dollars de recettes mondiales pour un budget de 200 millions, devenant l'épisode le moins rentable de la franchise.
À la suite du rachat de la 20th Century Fox par The Walt Disney Company, X-Men: Dark Phoenix a dû être redéfini comme la conclusion et ultime volet de la saga lancée en 2000 par Bryan Singer avec X-Men. De ce fait, les mutants seront ensuite intégrés à l'univers cinématographique Marvel et ainsi avoir droit à un reboot.

## Synopsis
En 1975, alors qu'elle est en voiture avec ses parents, Jean Grey, âgée de huit ans, utilise par inadvertance sa télékinésie et provoque un accident tuant sa mère et blessant son père. Lors du choc, elle utilise ses pouvoirs sans s'en rendre compte en formant un bouclier télékinétique pour se protéger de l'accident. Peu de temps après, le professeur Charles Xavier l'emmène à son école pour mutants, où il bloque mentalement l'accident de ses souvenirs et l'aide à aiguiser ses capacités psychiques.
En 1992, la navette spatiale Endeavour décolle dans l'espace mais est gravement endommagée par ce qui semble être une éruption solaire. Le Président des États-Unis appelle Charles Xavier pour que les X-Men répondent au signal de détresse de celle-ci. Les X-Men Mystique, le Fauve, Cyclope, Jean Grey, Tornade, Vif-Argent et Diablo, montent à bord du X-Jet et se rendent dans l'espace, où la navette tourne sans contrôle.
Scott arrête la navette en détruisant un propulseur, alors que Vif-Argent et Diablo sauvent les astronautes, bien qu'ils se rendent compte qu'il en manque un, mais la lumière solaire est dangereusement proche d'eux. Xavier les convainc toutefois d'aller récupérer le dernier astronaute en expliquant que Jean peut consolider les parois de la navette. Diablo et Jean regagnent la navette, Diablo sauve le dernier astronaute mais la température monte et la navette est frappée par la lumière solaire. Jean se fait frapper de plein fouet par la lumière solaire et l'absorbe en elle en créant un champ de force autour du X-Jet que la lumière solaire s'apprêtait à frapper. Diablo ramène son corps dans le jet et Scott découvre que Jean a survécu à l'accident. Les X-Men rentrent sur Terre avec les astronautes saufs, mais Mystique est en colère contre Charles Xavier pour avoir mis la vie des autres en danger.
Le Fauve ausculte Jean et découvre que ses pouvoirs psychiques sont grandement amplifiés à la suite de l'explosion solaire. Une fête est organisée pour célébrer le succès de la mission, Dazzler chante tandis que le Fauve et Mystique parlent de la vie qu'ils méritent, mais Jean perd le contrôle de ses pouvoirs : elle commence à avoir des visions lorsqu'elle regarde les cendres du feu, la chaleur commence à monter et elle crée une puissante onde de choc qui détruit et pulvérise les arbres autour d'elle, projetant les étudiants au sol avant de perdre connaissance. Charles ressent quelque chose et quitte d'urgence la cérémonie où il se trouvait. Charles Xavier, le Fauve et Mystique vont dans le Cerebro et Charles Xavier découvre que le blocage mental qu’il avait placé dans l'esprit de Jean est détruit. En accédant aux souvenirs de Charles, Jean découvre que son père est en vie ; ses pouvoirs décuplés, elle repousse Charles de son esprit et se rend à l'endroit où elle a passé son enfance, à Red Hook, un quartier de New York. Elle y retrouve son père, mais celui-ci, préférant oublier qu'il a eu une fille, lui révèle qu'elle était la cause de ce qui s'est passé, le jour où il a perdu sa femme, ce qui met Jean en colère, qui commence à détruire la maison. Charles Xavier, le Fauve, Mystique, Scott, Tornade, Vif-Argent et Diablo tentent de ramener Jean à l'école pour mutants, mais la police arrive pour l'arrêter. Jean, furieuse par ce qu'elle vient d'apprendre, perd une nouvelle fois contrôle et laisse éclater ses pouvoirs, détruit leurs patrouilles et se bat contre Diablo qu'elle projette dans sa maison. Vif-Argent se blesse en voulant atteindre Jean qui peut désormais l'intercepter dans sa vitesse. Tornade utilise ses éclairs mais Jean les contre en les envoyant derrière elle. Charles Xavier fige les personnes alentour afin que Mystique puisse parler à Jean et tenter de la raisonner en lui disant qu'elle n'est pas seule, qu'elle a une famille, mais Jean, avec tous ses changements et ses nouveaux pouvoirs, perd contrôle de nouveau et repousse Mystique, la blessant mortellement en l'empalant sur des débris de bois. Charles Xavier défige tout le monde et Jean, horrifiée par ce qu'elle a fait, s'enfuit, tandis que le Fauve tente d'aider Mystique, mais celle-ci meurt.
Les X-Men rentrent au manoir, avec Vif-Argent blessé et le Fauve portant le corps de Mystique. Charles Xavier, le Fauve, Diablo, Tornade et Scott assistent aux funérailles de Mystique, mais le Fauve est bouleversé par la mort de Mystique et tient Charles pour responsable.
Jean se rend à Génosha, l'île de réfugiés mutants d'Erik Lehnsherr / Magnéto, où se trouvent plusieurs d'entre eux, notamment Séléné et Ariki, afin d'obtenir de l'aide pour contrôler ses pouvoirs. C'est à ce moment qu'arrivent des militaires pour arrêter Jean, cette dernière étant recherchée pour s'en être prise à la police un peu plus tôt, et Erik doit s'interposer pour l'empêcher de les tuer. Seulement Jean est beaucoup plus puissante qu'autrefois et est en pleine possession de ses moyens. Alors qu'elle allait tuer les militaires, Erik doit utiliser toute sa force pour les sauver. Il préfère la chasser pour éviter d'attirer l'attention sur son île.
Seule dans un bar, Jean rencontre Vuk, le chef d'une race extraterrestre métamorphe, les D'Bari, qui lui explique qu'elle est possédée par une force cosmique qui a anéanti autrefois leur planète natale. Pendant ce temps, le Fauve rend visite à Erik à Genosha pour l'informer de la mort de Raven et tente de rallier Erik et ses réfugiés mutants à sa cause pour renverser Jean à New York. Charles Xavier suit Jean en entrant dans l'esprit d'Erik et décide de partir avec Scott, Tornade et Diablo. Ce dernier les téléporte à New York où ils rencontrent Erik, le Fauve, Séléné et Ariki qui sont sur le point de s'attaquer à Jean. Scott attaque Erik et le Fauve, Tornade se bat avec Ariki et Séléné tente d'arrêter Diablo et Charles Xavier. Erik entre dans le bâtiment où se trouvent Jean et Vuk et fait face à Jean, mais elle le domine avec ses nouvelles capacités. Charles parvient à pénétrer dans la maison à son tour et Jean revoit tout le soutien qu'il lui a apporté depuis qu'il l'a sauvée et voit que son père l'a abandonnée. Jean renie la force cosmique qui l'habite et demande à Vuk de l'absorber, mais le processus manque de tuer la jeune femme. Scott lâche alors ses rayons laser sur Vuk, interrompant le processus, et Vuk s'enfuit avant que des soldats capturent Charles, Scott, Jean, le Fauve, Erik et Tornade. Vuk a absorbé une partie de la force de Jean et obtient une partie de ses capacités télékinétiques.
Dans le train, Charles assume la responsabilité de ses actes, indiquant que Raven avait raison de dire qu'il était le méchant, mais le train est attaqué par Vuk et ses sbires D'Bari. Tous les soldats sont éliminés mais le dernier a le temps de libérer les mutants. Plusieurs D'Bari sont vaincus, mais certains d'entre eux tuent Séléné et Ariki. Vuk décide de prendre part au combat et utilise la force cosmique de Jean, repoussant Tornade, Diablo, Erik puis Scott sans effort. Elle s'approche à nouveau de Jean pour absorber le reste de la force cosmique, mais Jean libère tout son pouvoir en expliquant qu'elle doit protéger sa famille et fait s'écraser le train dans un champ tout en protégeant les X-Men. Les D'Bari l'attaquent, mais Jean les réduit facilement en cendres. Vuk l'attaque à nouveau, Jean commence à la désintégrer et elle se rend compte que si elle la tue, elle va tuer tous ses amis en même temps. Jean s'envole dans l'espace avec Vuk et la réduit en cendres, produisant une grande explosion et semblant disparaître dans celle-ci, Charles ne pouvant plus lire dans son esprit.
Après l'incident, Scott dépose une nouvelle plaque indiquant que l'école a été renommée « École Jean Grey pour jeunes surdoués » en hommage à la jeune mutante, avec Tornade comme enseignante et le Fauve comme nouveau directeur, ce dernier gardant le souvenir de Mystique. Charles Xavier prend finalement sa retraite après des décennies de lutte pour les droits des mutants. À Paris, Erik le rencontre pour une partie d'échecs, ce que Charles Xavier accepte. Quand ils commencent à jouer, un phénix enflammé apparaît dans le ciel.

## Fiche technique
Sauf indication contraire, les informations mentionnées dans cette section peuvent être confirmées par les bases de données cinématographiques IMDb et Allociné,  présentes dans la section « Liens externes ».
- Titre original : Dark Phoenix[2]. Lors de la sortie en vidéo, le film est renommé X-Men: Dark Phoenix[3].
- Titre français : X-Men: Dark Phoenix
- Titre québécois : Phénix Noir[4]
- Réalisation : Simon Kinberg
- Scénario : Simon Kinberg, d'après les personnages créés par Stan Lee et Jack Kirby, notamment sur l'arc narratif Le Phénix Noir de John Byrne, Chris Claremont et Dave Cockrum
- Musique : Hans Zimmer
- Direction artistique : Michele Laliberte, David Gaucher, Mathieu Giguère, Vincent Gingras-Liberali, Félix Larivière-Charron, Veronique Meunier, Kimberley Zaharko, Ravi Bansal, Loic Zimmermann, Vincent Aird et Sandra Nieuwenhuijsen
- Décors : Claude Paré
- Costumes : Daniel Orlandi (en)
- Photographie : Mauro Fiore
- Son : Beau Borders, Paul Massey, Randy Torres
- Montage : Lee Smith
- Production : Lauren Shuler Donner, Simon Kinberg, Todd Hallowell et Hutch Parker
  - Production déléguée : Stan Lee et Josh McLaglen
  - Production associée : Daniel Auclair, Samantha Ellison et Justin Haut
  - Coproduction : Kathleen McGill et Kurt Williams
- Sociétés de production[5] : Bad Hat Harry Productions, Donners' Company, Hutch Parker Entertainment et Kinberg Genre, présenté par Twentieth Century Fox, en association avec Marvel Entertainment et TSG Entertainment
- Société de distribution : 20th Century Fox (à travers Walt Disney Studios Motion Pictures)
- Budget : 200 millions de $[6],[7]
- Pays de production :  États-Unis,  Canada
- Langues originales : anglais, français
- Format[8] : couleur (Technicolor) - D-Cinema - 2,39:1 (Cinémascope) (Panavision) - son Dolby Digital | Auro 11.1 | Dolby Atmos | Dolby Surround 7.1 | DTS (DTS: X)
- Genre : action, aventures, science-fiction, super-héros
- Durée : 113 minutes
- Dates de sortie[9] :
  - États-Unis : 4 juin 2019 (première mondiale à Los Angeles)[10] ; 7 juin 2019 (sortie nationale)
  - France, Belgique, Suisse romande : 5 juin 2019 [11],[12]
  - Québec : 7 juin 2019[13]
- Classification[14] :
  - États-Unis : accord parental recommandé, film déconseillé aux moins de 13 ans (PG-13 - Parents Strongly Cautioned)[Note 1]
  - Canada : certaines scènes peuvent heurter les enfants - accord parental souhaitable (PG - Parental Guidance)
  - Québec : 13 ans et plus (13+ / 13 years and over)[13]
  - France : tous publics avec avertissement[15],[Note 2],[Note 3]
  - Belgique : tous publics (Alle Leeftijden)[11]
  - Suisse romande : interdit aux moins de 12 ans[16]

## Distribution
- James McAvoy (VF : Alexis Victor ; VQ : Nicolas Charbonneaux-Collombet) : Charles Xavier / Professeur X
- Sophie Turner (VF : Kelly Marot ; VQ : Ludivine Reding) : Jean Grey / le Phénix
- Nicholas Hoult (VF : Damien Boisseau ; VQ : Xavier Dolan) : Hank McCoy / le Fauve
- Jessica Chastain (VF : Rafaèle Moutier ; VQ : Aline Pinsonneault) : Vuk, leader des extraterrestres D'Bari (en) / Margaret Smith
- Tye Sheridan (VF : Emmanuel Garijo ; VQ : Nicolas Bacon) : Scott Summers / Cyclope
- Michael Fassbender (VF : Jean-Pierre Michael ; VQ : Patrice Dubois) : Erik Lehnsherr / Magnéto
- Alexandra Shipp (VF : Mbembo ; VQ : Laurence Latreille) : Ororo Munroe / Tornade
- Kodi Smit-McPhee (VF : Jochen Haegele ; VQ : Alexandre Bacon) : Kurt Wagner / Diablo
- Jennifer Lawrence (VF : Céline Mauge ; VQ : Catherine Brunet) : Raven Darkholme / Mystique
- Evan Peters (VF : Jim Redler ; VQ : Nicholas Savard L'Herbier) : Peter Maximoff / Vif-Argent
- Kota Eberhardt (VQ : Jeanne Roux-Côté) : Séléné Gallio
- Richard Harmon (VF : Thomas Sagols) : Elmerwood "El" Brendel
- Andrew Stehlin : Ariki
- Scott Shepherd (VF : Laurent Maurel ; VQ : Paul Sarrasin) : Dr John Grey
- Ato Essandoh (VF : Namakan Koné ; VQ : Fayolle Jean Jr.) : Jones
- Brian d'Arcy James : le président des États-Unis
- Halston Sage : Alison Blaire / Dazzler
- Lamar Johnson : Ben Hamill / Match
- Summer Fontana (VF : Violette Valensi) : Jean Grey, à 8 ans
- Hannah Emily Anderson (VF : Pamela Ravassard ; VQ : Kim Jalabert) : Elaine Grey

Source et légende : version française (VF) sur RS-Doublage
 Source et légende : version québécoise (VQ) sur Doublage.qc.ca

Photos des acteurs principaux
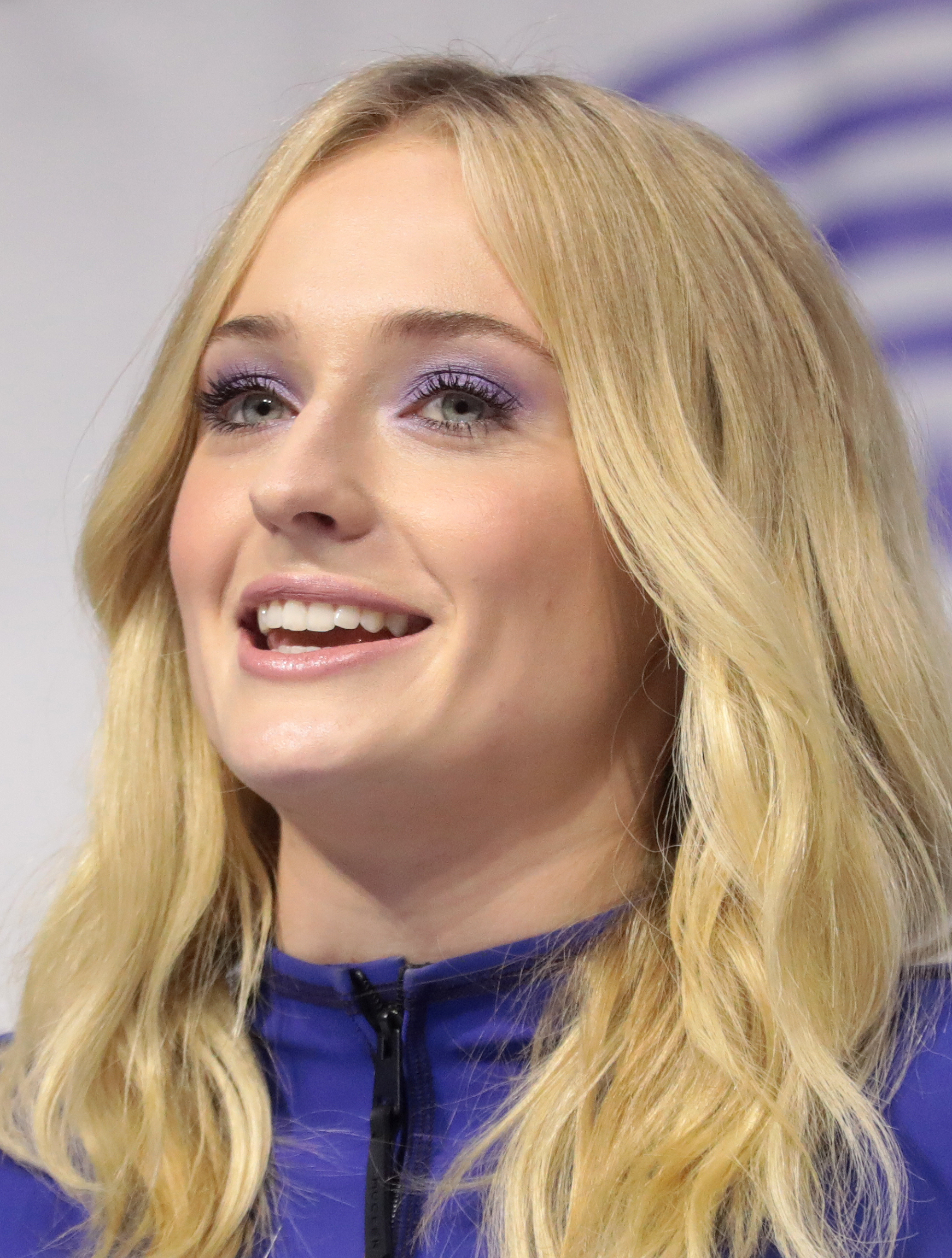
Sophie Turner interprète Jean Grey
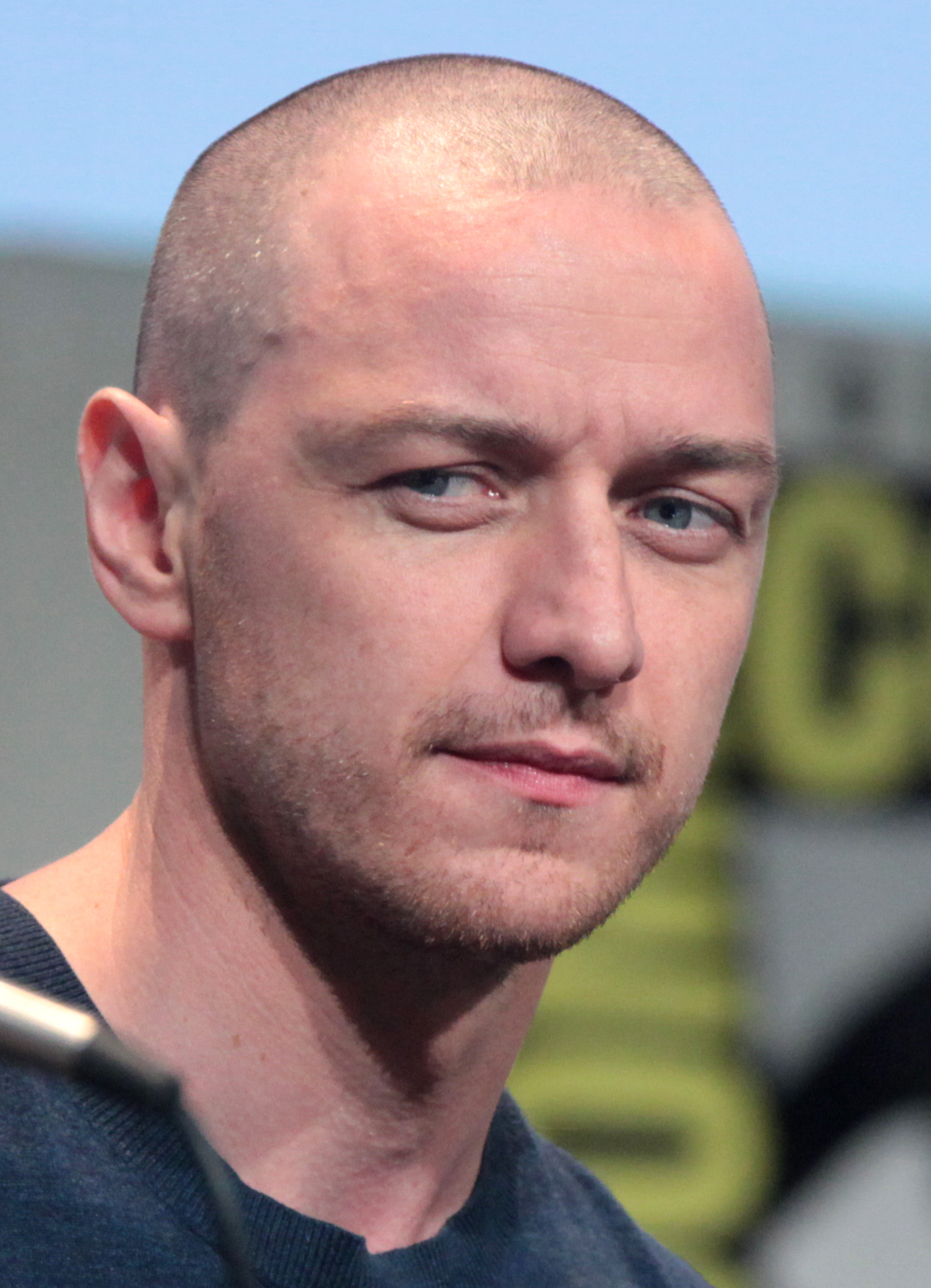
James McAvoy interprète Le Professeur Charles Xavier
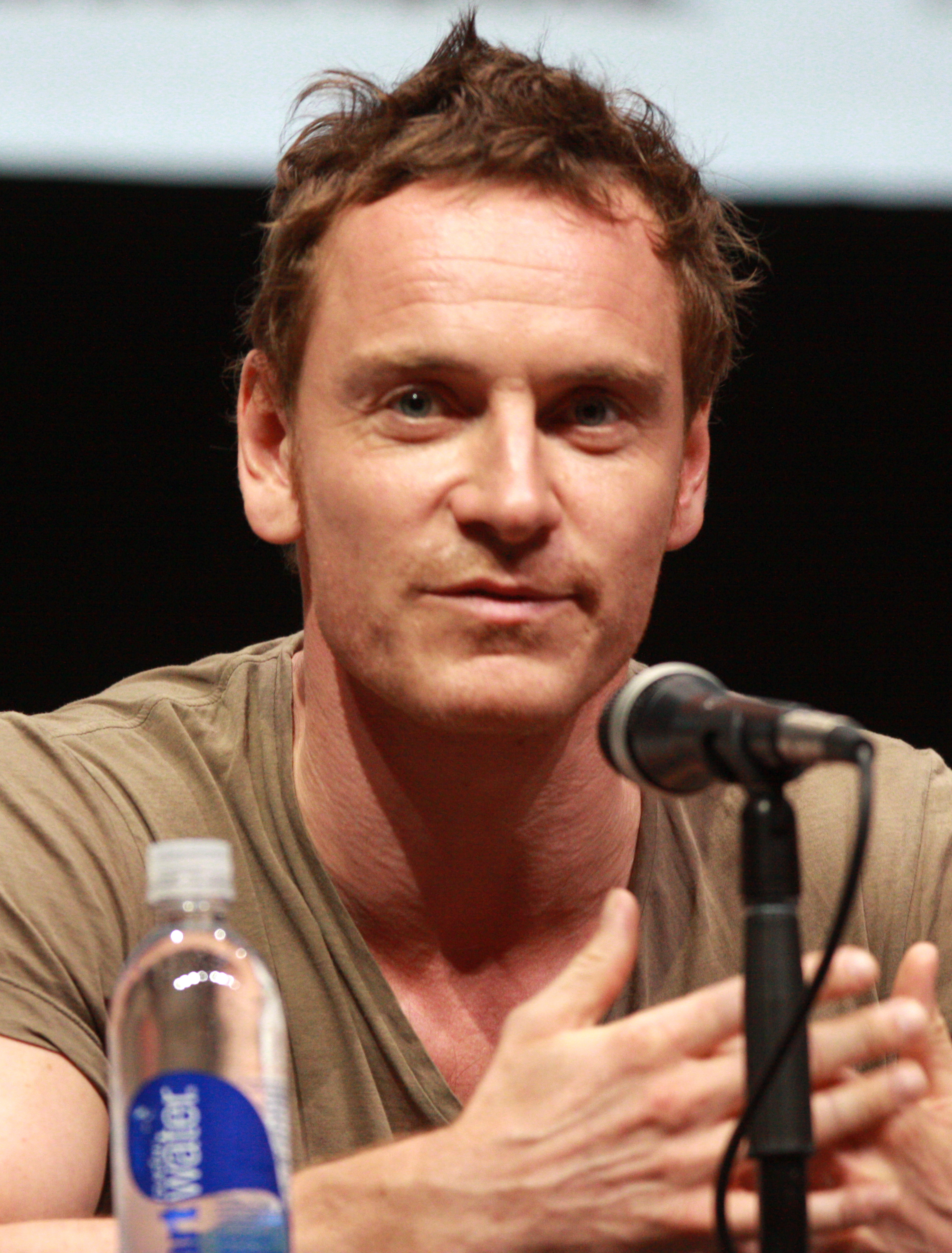
Michael Fassbender interprète Magnéto
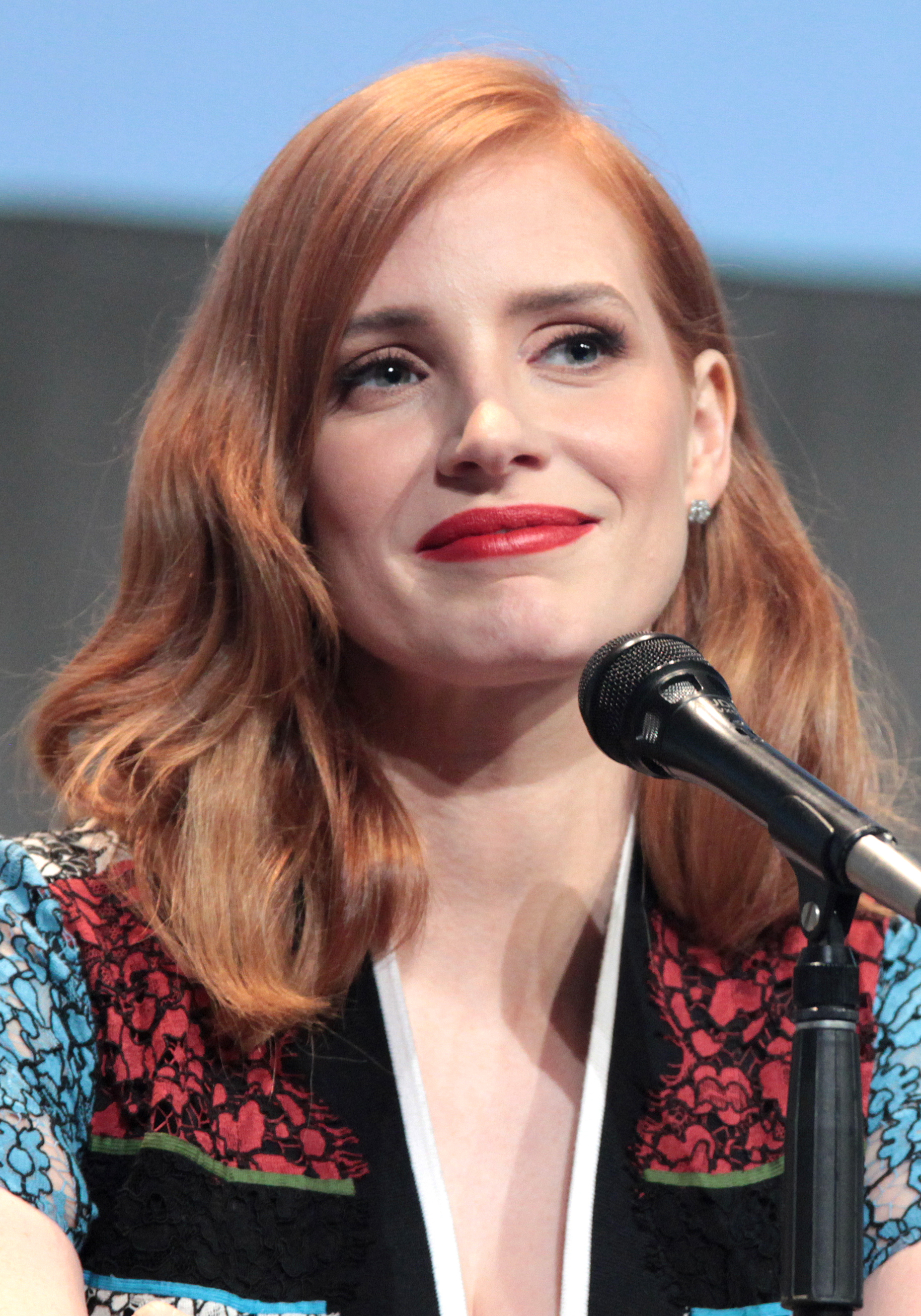
Jessica Chastain interprète Vuk et Margaret Smith
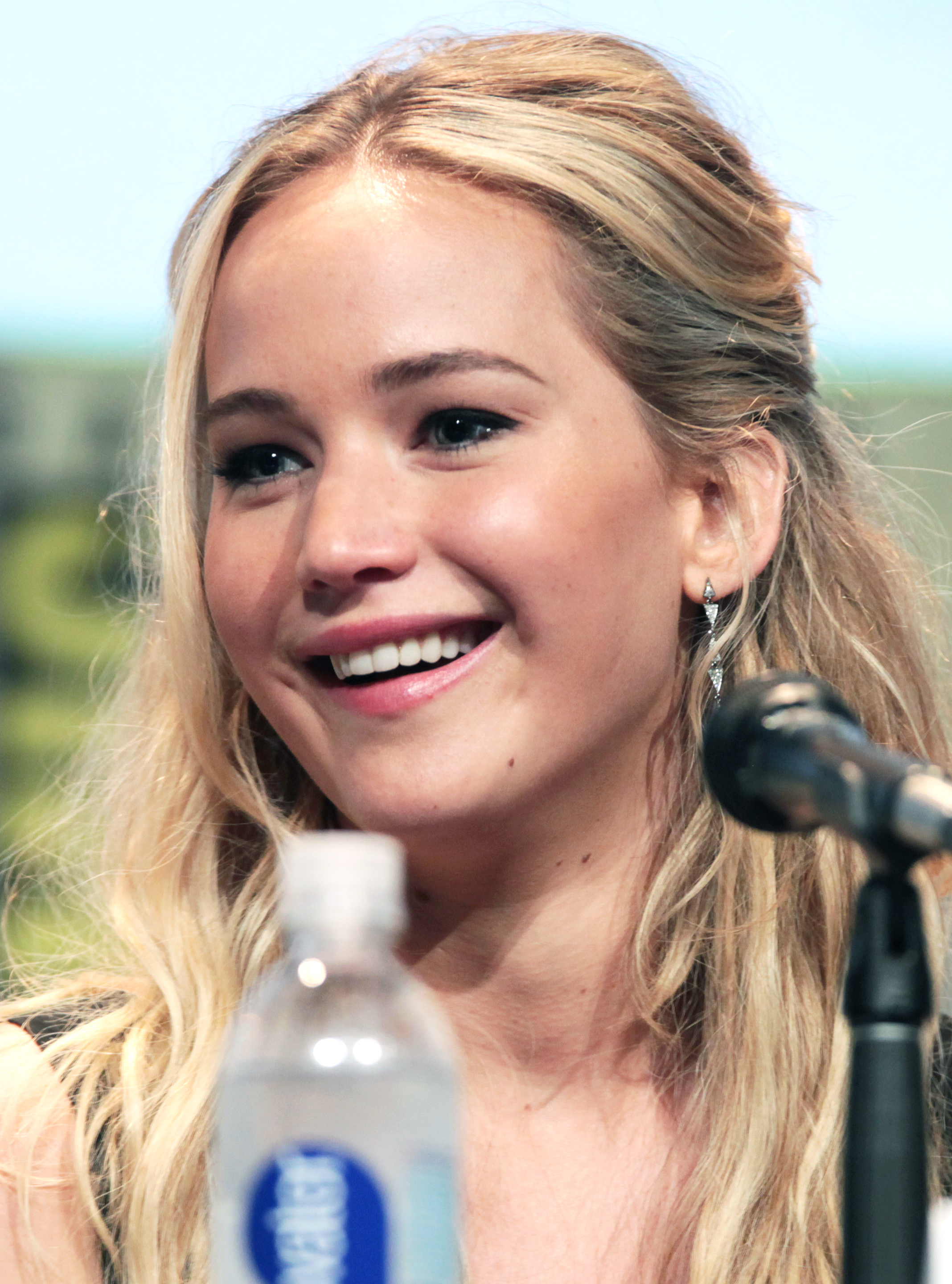
Jennifer Lawrence interprète Mystique
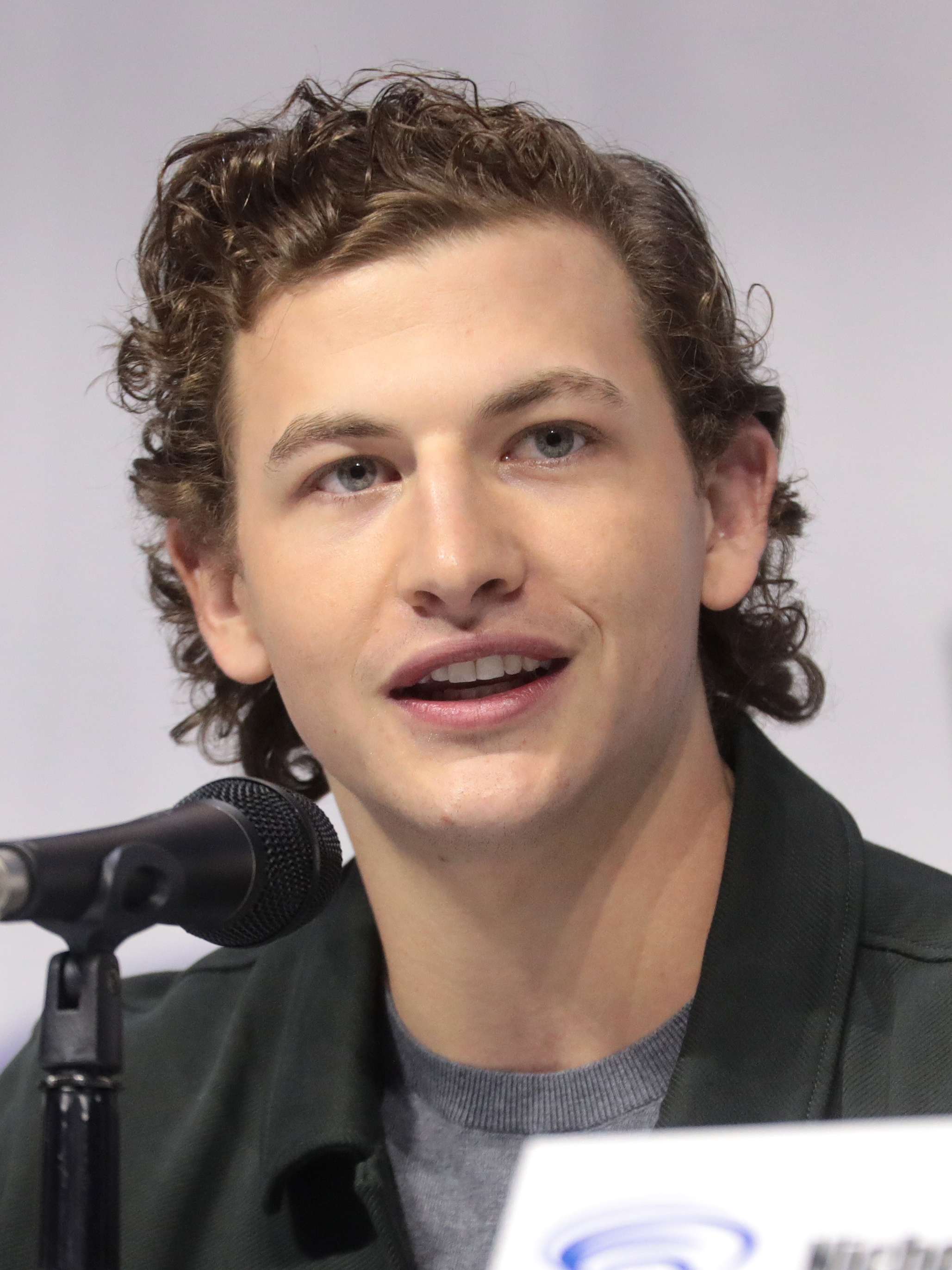
Tye Sheridan interprète Cyclope
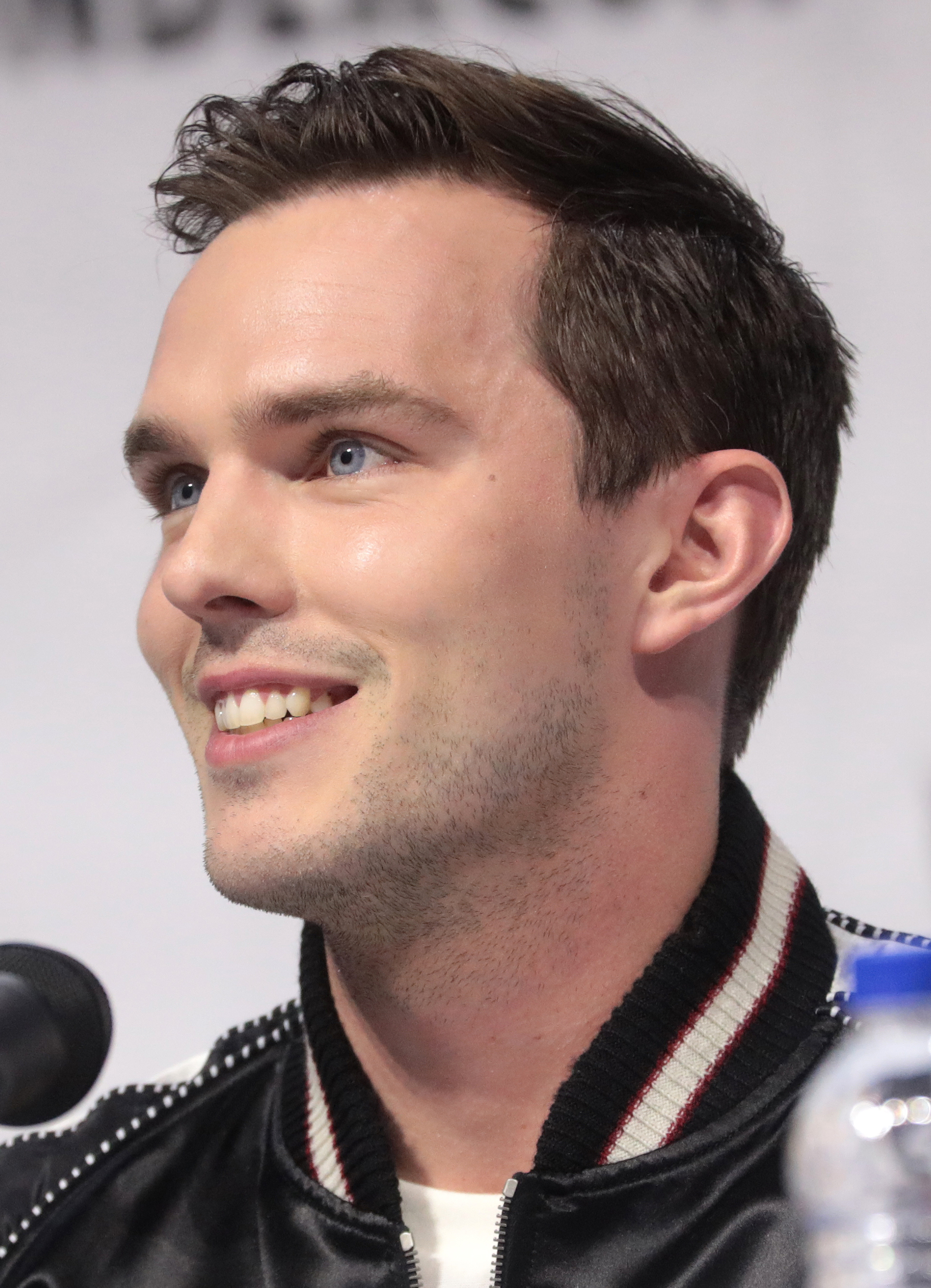
Nicholas Hoult interprète Le Fauve
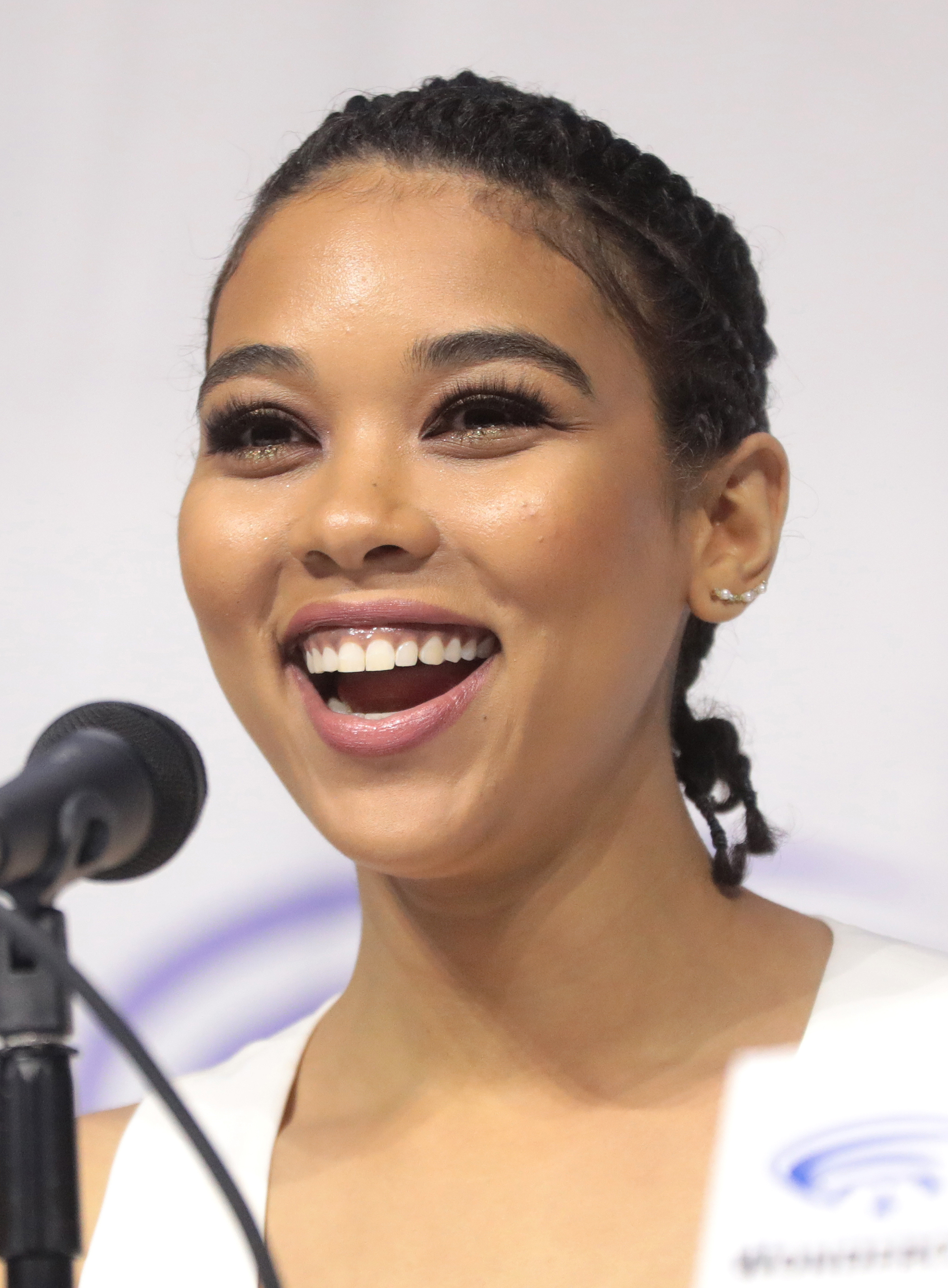
Alexandra Shipp interprète Tornade
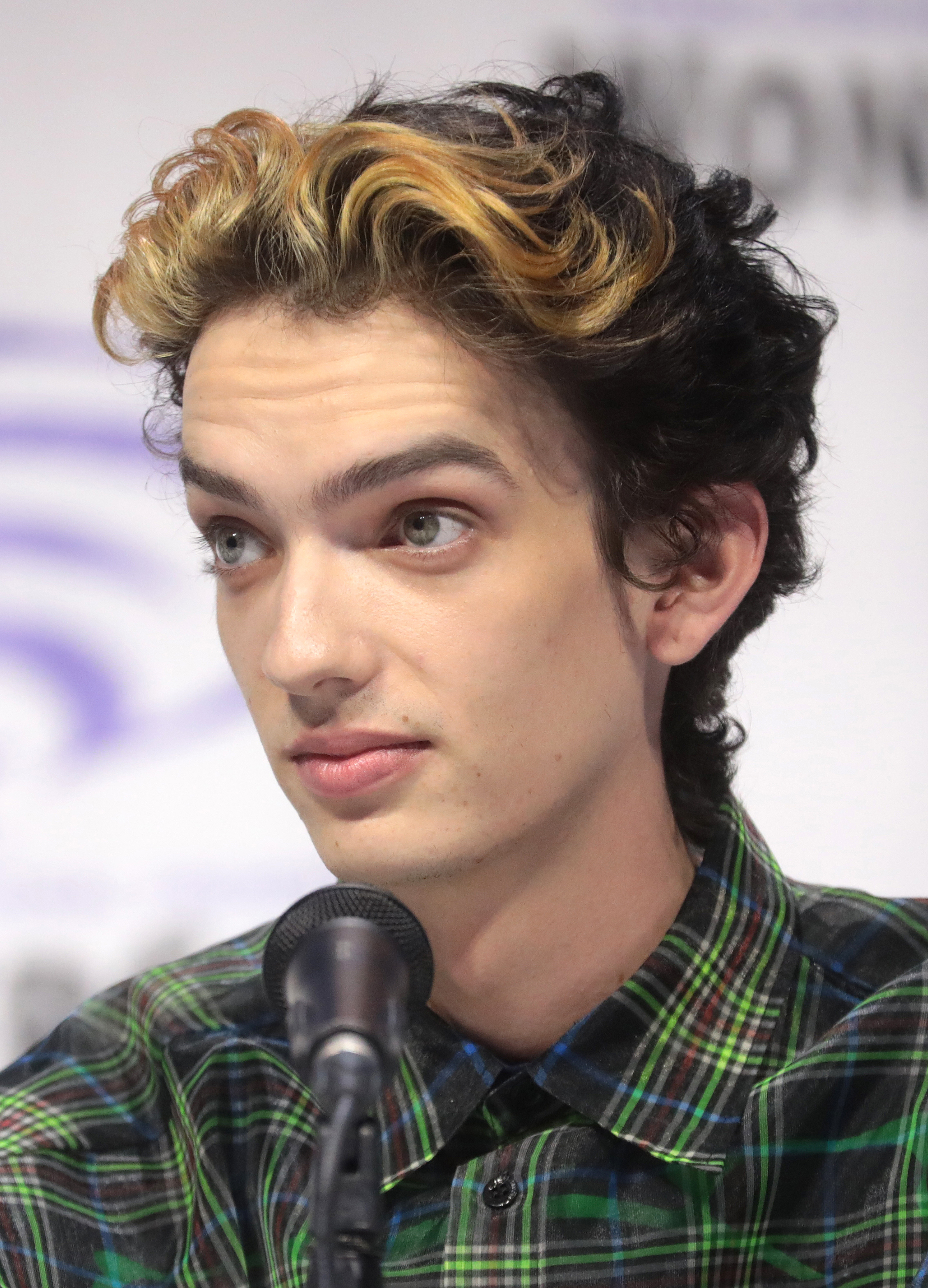
Kodi Smit-McPhee interprète Diablo
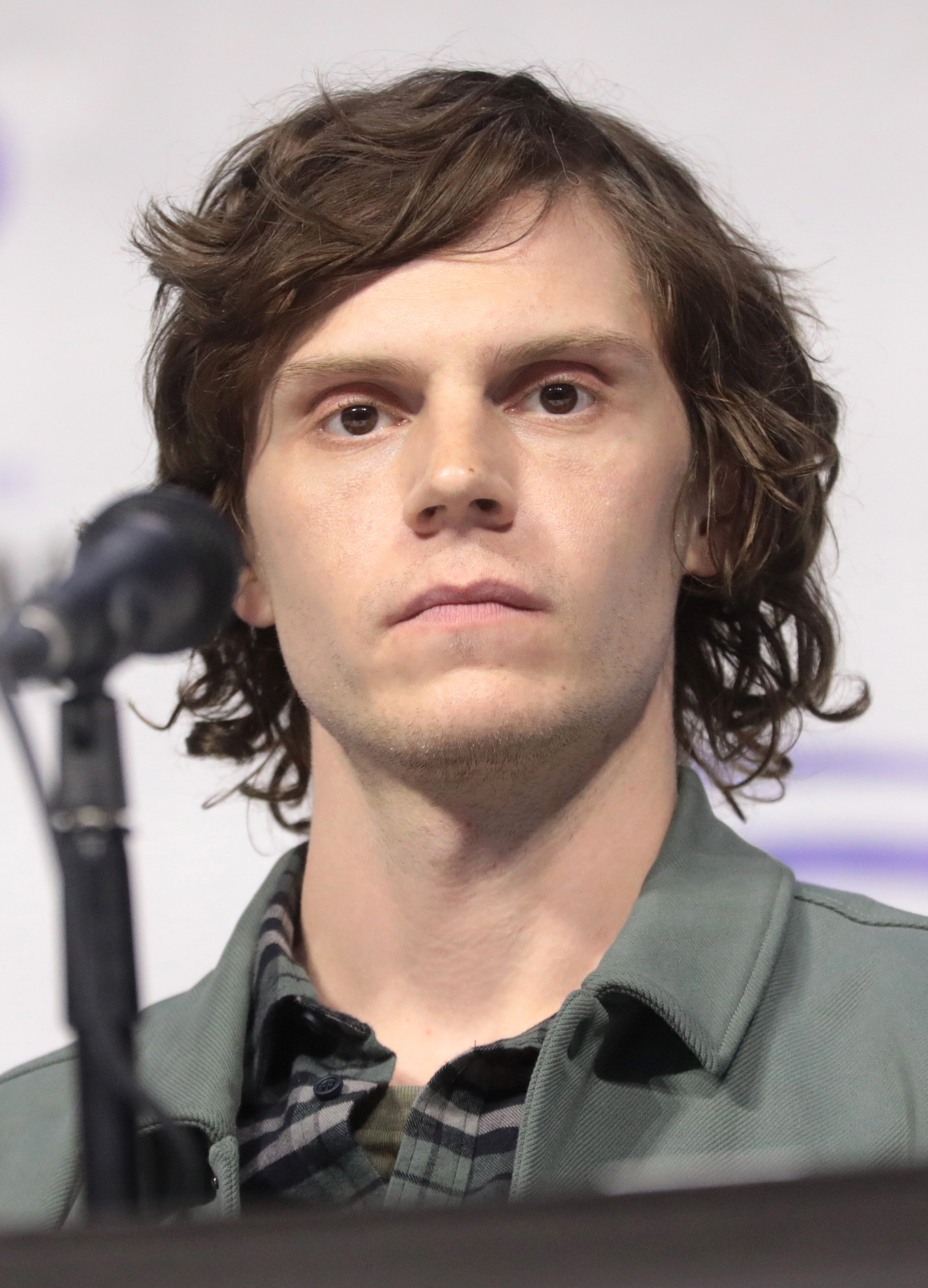
Evan Peters interprète Vif-Argent
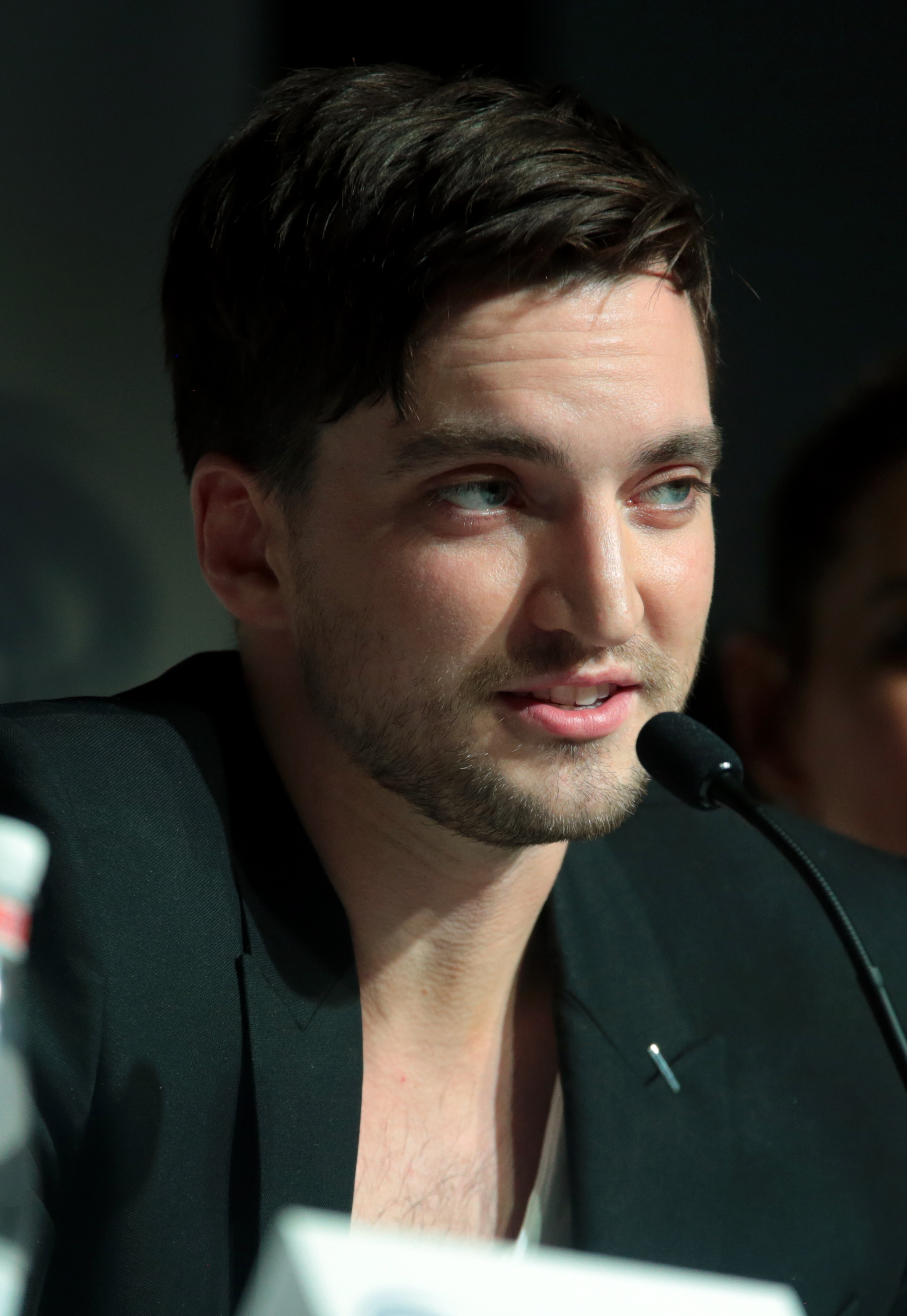
Richard Harmon interprète Elmerwood "El" Brendel

## Production

### Genèse et développement

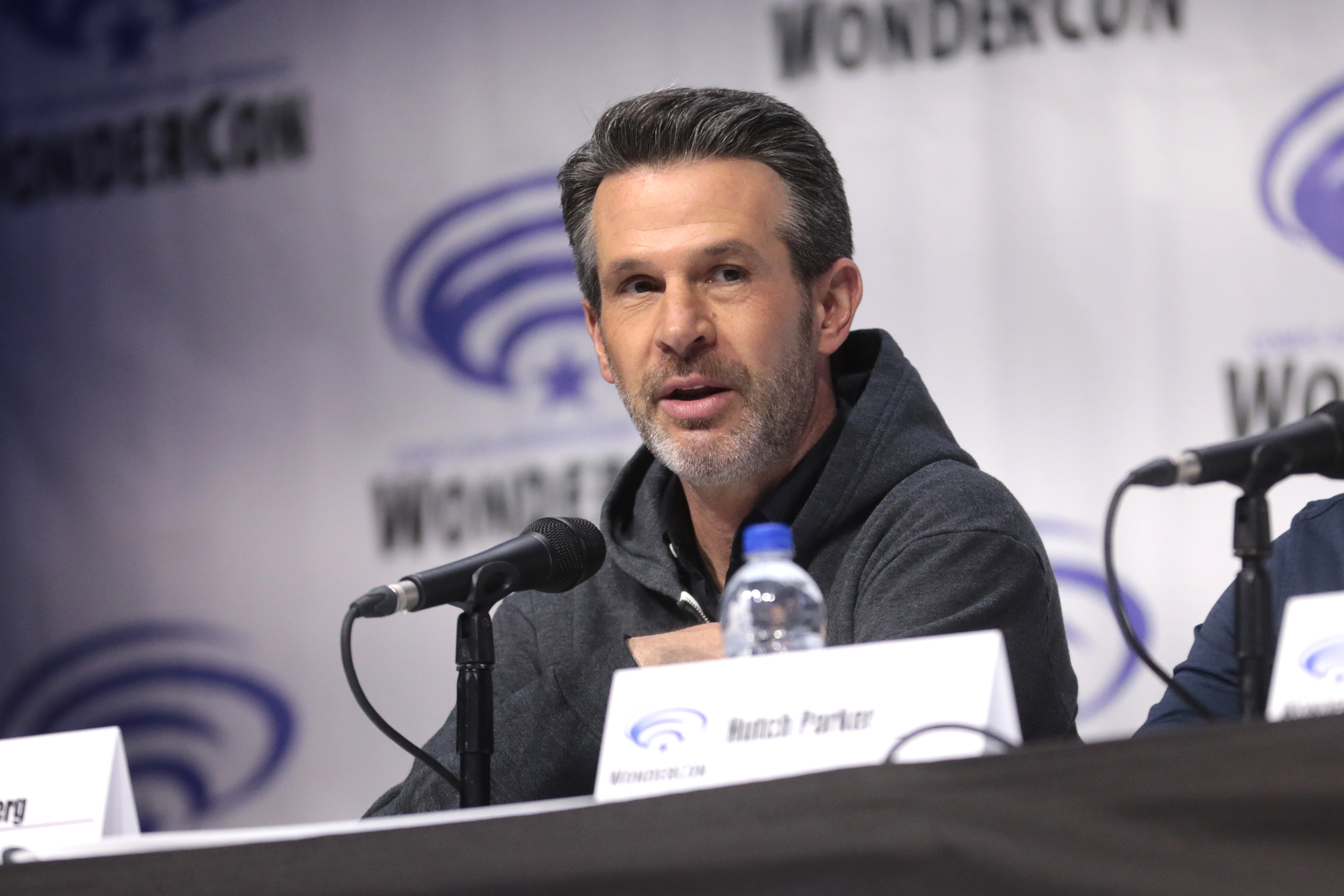
Le scénariste Simon Kinberg, ici au WonderCon 2019, passe pour la première fois à la réalisation.

Le projet fait l'objet de nombreuses rumeurs avant d'être finalement confirmé par les studios et notamment par Simon Kinberg, scénariste de X-Men : L'Affrontement final (2006), X-Men: Days of Future Past (2014) et X-Men: Apocalypse (2016). Ce dernier sera par ailleurs, au printemps 2017, confirmé en tant que réalisateur, scénariste et producteur du nouveau long métrage du prochain volet X-Men. Il signe ici son premier film comme réalisateur.
Il est ensuite précisé que le scénario s'inspirera de l'arc narratif Le Phénix Noir (The Dark Phoenix Saga (en)) publié en 1980. Cette intrigue avait déjà été portée à l'écran dans X-Men : L'Affrontement final sorti en 2006. Cela est justifié par le désamour global envers le film de Brett Ratner. Simon Kinberg, déjà scénariste du film de 2006, exprime ses regrets sur le fait que le public n'ait pas apprécié l'histoire du Phénix,, considérée comme un des meilleurs arc narratifs des comics X-Men.

### Attribution des rôles
La distribution principale des films précédents revient dans ce nouvel opus, bien que leur contrat ne s'étendait pas au-delà du film X-Men: Apocalypse, les studios ont réussi à convaincre les acteurs James McAvoy, Michael Fassbender, Jennifer Lawrence et Nicholas Hoult de revenir dans ce quatrième opus sur les jeunes années des X-Men.
La présence de la nouvelle génération, introduite dans le dernier film, est confirmée lors de l'annonce du début de la production. Ainsi, le film verra le retour de Sophie Turner, Tye Sheridan, Alexandra Shipp et Kodi Smit-McPhee dans les rôles de Jean Grey, Scott Summers, Ororo Munroe et Kurt Wagner.

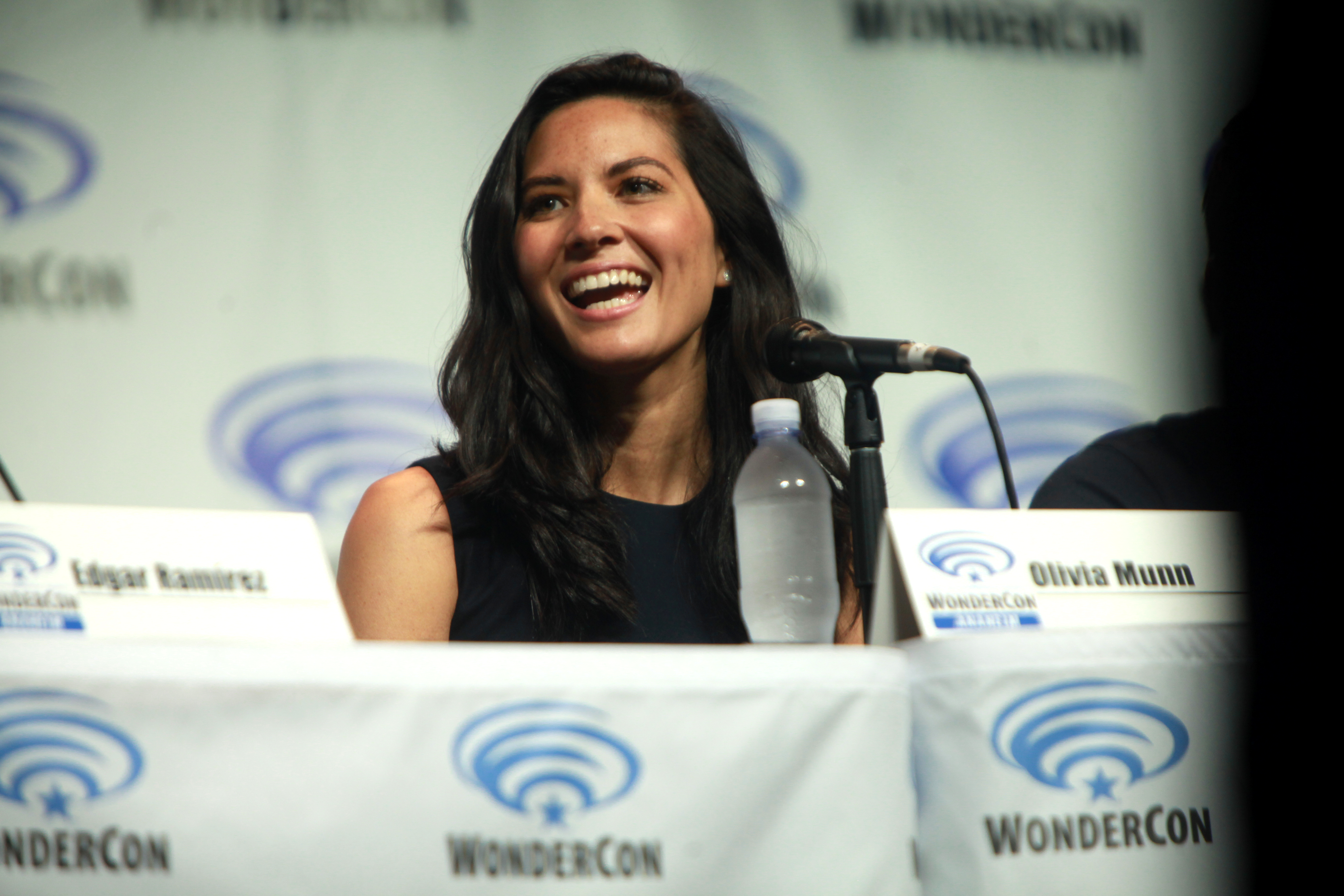
L'actrice Olivia Munn, interprète de Psylocke dans X-Men: Apocalypse, a renoncé au film, à la suite de son engagement sur The Predator.

Courant juin 2017, l'actrice Jessica Chastain est au cœur d'une rumeur qui la voudrait dans le rôle de Lilandra Neramani, une extraterrestre Shi'ar fortement intéressée par les pouvoirs du Phénix. L'actrice confirme sa participation au film le 2 août, sans précision sur son rôle, avant de déclarer en septembre 2017 via Twitter : « Vous voulez un scoop ? Je ne joue pas Lilandra… ».
Fin juin 2017, la présence de la mutante Dazzler est confirmée après avoir failli apparaître dans X-Men: Days of Future Past puis, toujours sans concrétisation, dans X-Men: Apocalypse. La présence de l'acteur Evan Peters est confirmée dans le rôle de Pietro Maximoff. L'acteur Lamar Johnson rejoint le casting dans un rôle non connu, de même que Daniel Cudmore, dans un rôle différent de celui de Colossus, qu'il interprétait déjà dans la trilogie originale. Cependant, l'acteur ne figure plus au casting du film, à la suite des reshoots.
L'actrice Olivia Munn confirme son retour dans le rôle de Psylocke, ajoutant que le film serait « comme en deux parties ». Finalement, les complications liées au rachat de la FOX par Disney retardent la production, rendant la présence de l'actrice impossible, déjà prise par le tournage de The Predator.

### Tournage
Le tournage se déroule à Montréal du 28 juin 2017 au 16 octobre 2017,, sous le titre de travail Teen Spirit.

## Bande originale
Albums de Hans Zimmer
Les Veuves
(2018) Le Roi lion
(2019)
Bandes originales de X-Men
X-Men: Apocalypse
(2016)
La musique du film est composée par Hans Zimmer. Ce dernier avait pourtant annoncé, en mars 2016, qu'il ne travaillerait plus sur un film de super-héros, après son expérience pour Batman v Superman : L'Aube de la justice (2016)
. Il explique ensuite avoir changé d'avis, après une discussion avec le réalisateur Ron Howard, qui le convainc d'attendre la bonne histoire pour travailler. Simon Kinberg l'approche ensuite lors d'un concert et lui présente sa vision du projet Dark Phoenix. Hans Zimmer est séduit par l'opportunité et accepte la proposition.
En mai 2019, la chanson Extraordinary Being d'Emeli Sandé est publiée.
| Liste des titres | Liste des titres | Liste des titres | Liste des titres | Liste des titres | Liste des titres | Liste des titres | Liste des titres | Liste des titres | Liste des titres |
| No               | Titre            | Durée            |                  |                  |                  |                  |                  |                  |                  |
| ---------------- | ---------------- | ---------------- | ---------------- | ---------------- | ---------------- | ---------------- | ---------------- | ---------------- | ---------------- |
| 1.               | Gap              | 8:07             |                  |                  |                  |                  |                  |                  |                  |
| 2.               | Dark             | 4:27             |                  |                  |                  |                  |                  |                  |                  |
| 3.               | Frameshift       | 8:15             |                  |                  |                  |                  |                  |                  |                  |
| 4.               | Amity            | 5:52             |                  |                  |                  |                  |                  |                  |                  |
| 5.               | Intimate         | 10:14            |                  |                  |                  |                  |                  |                  |                  |
| 6.               | Negative         | 3:58             |                  |                  |                  |                  |                  |                  |                  |
| 7.               | Deletion         | 4:51             |                  |                  |                  |                  |                  |                  |                  |
| 8.               | Reckless         | 9:35             |                  |                  |                  |                  |                  |                  |                  |
| 9.               | Insertion        | 7:56             |                  |                  |                  |                  |                  |                  |                  |
| 10.              | Coda             | 4:40             |                  |                  |                  |                  |                  |                  |                  |
| 67:55            |                  |                  |                  |                  |                  |                  |                  |                  |                  |

## Accueil

### Sortie etreshoots
La sortie était initialement prévue pour le 31 octobre 2018 en France et le 2 novembre 2018 aux États-Unis et au Royaume-Uni. Finalement, en mars 2018, il est annoncé que le film sortira le 14 février 2019, prenant ainsi la place de Les Nouveaux Mutants (repoussé en août 2019). Le lendemain de la sortie de la bande-annonce, la date de sortie est repoussée une nouvelle fois de quatre mois pour le 7 juin 2019 et prend la place de Gambit (repoussé en mars 2020, puis définitivement annulé).
Plusieurs causes expliquent les multiples reports du film. Le long-métrage eu des projections test médiocres, demandant le retournage de plusieurs scènes. Le troisième acte du film changea complètement car considéré comme trop proche de Captain Marvel. Il était initialement prévu que les affrontements prendraient place dans le siège des nations unies et dans l'espace,. On souligne que le créneau de sortie, juste après de nombreux films de super-héros, dont le grand succès Avengers: Endgame, est une des causes de l'échec du film.
Le rachat de la Century Fox par Disney, en cours de production, changea les plans pour une éventuelle suite. Dark Phoenix est le dernier film de la saga X-Men de la Fox avant que les personnages soient rebootés pour être inclus dans le Marvel Cinematic Universe,. L'acquisition du studio n'a pas directement affecté les reshoots.

### Accueil critique
La critique de X-Men: Dark Phoenix est mitigée, avec un taux d'approbation de 22 % sur le site Rotten Tomatoes, pour 114 critiques collectées et un consensus qui dit que « Dark Phoenix met fin à l'ère de la franchise X-Men en tentant une seconde fois d'adapter un arc de bandes dessinées classique - avec des résultats profondément décevants ». Le site le considère comme le film le moins bien noté de la franchise depuis ses débuts en 2000. Le site Metacritic lui attribue un score moyen de 44/100 sur la base de 37 critiques collectées et une mention « avis mitigés ou moyens ».
Sur Allociné, le film est noté 2,7/5 par la presse. Pour 20 Minutes, c'est une réussite : « Le dernier volet de la saga X-Men est une réussite. Plus sobre qu'Avengers : Endgame, il émeut davantage ». En revanche, pour L'Express, le film est un échec : « Résultat : l'histoire est affligeante et déjà vue - une élève de l'école des X-Men est entraînée du côté obscur de la Force par ses superpouvoirs - et la réalisation, soporifique ». Pour Le Figaro, « La tragédie s’invite dans le nouvel épisode de la série à succès. Une réussite. », tandis que pour Critikat « Dans les plis se dessine ainsi un embryon de beau film, malheureusement étouffé par les nombreux symptômes d'une franchise à bout de souffle ».

### Box-office
Le film sort en salles le 5 juin 2019 en France. Pour sa première matinée à Paris, il enregistre 2 302 entrées, il est cependant deuxième derrière Parasite de Bong Joon-ho, récompensé à Cannes de la Palme d'or, avec 3531 entrées. Au terme de sa première journée d'exploitation en France, le bilan est mauvais, avec 87 991 entrées pour 527 copies, il devient alors le plus mauvais démarrage de la franchise X-Men, et le plus mauvais de la seconde trilogie : X-Men : Le Commencement (2011) et ses 150 541 entrées, X-Men : Days of Future Past (2014) et ses 248 522 entrées, X-Men: Apocalypse (2016) et ses 163 303 entrées. À titre comparatif, la première trilogie X-Men, compte un total de 837 384 entrées (195 792 entrées pour X-Men, 310 592 entrées pour X-Men 2, 331 000 entrées pour X-Men : L'Affrontement final), quant à la seconde trilogie, elle comptabilise 562 366 entrées lors la première journée d'exploitation. Le jour même, les studios Disney annoncent de mauvais résultats pour le film initialement prévu en novembre 2018 mais repoussé en juin 2019 et une augmentation à  200 millions d'USD du budget pour retourner certaines scènes à la suite du rachat de 20th Century Fox.
Le film sort aux États-Unis le 7 juin 2019, deux jours après sa sortie en France. Pour les premières séances, il démarre à 5 000 000 $, à la suite de ce résultat, on estime le total de son week-end à 40 000 000 $, ce qui en ferait un des plus mauvais démarrage de la franchise X-Men. En Chine, le film effectue un démarrage bien supérieur, avec plus de 25 millions de dollars de recettes au bout de sa deuxième journée d'exploitation, avec 5 067 440 entrées et un total de plus de 26 000 000 $. Au terme de sa première journée d'exploitation aux États-Unis (en comptant les séances du jeudi soir), le film n'enregistre que 14 000 000 $, ce qui fait de Dark Phoenix le plus mauvais démarrage de la franchise des mutants, derrière Wolverine : Le Combat de l'immortel (2013) et ses 20,7 millions, ce résultat représente une chute de 46,8% par rapport au précédent opus, X-Men: Apocalypse (2016) avec ses 26,3 millions de dollars. Toujours chez Marvel, mais côté Disney, Avengers: Endgame (2019), avec qui la comparaison est souvent faite dans les critiques, a lui, enregistré un démarrage à 157,5 millions de dollars ; pour ce qui est de la franchise X-Men, le meilleur démarrage est tenu à ce jour par Deadpool 2 (2018) avec 53 millions, et Deadpool (2016), et ses 47,3 millions.
Le 11 juin, le film X-Men: Dark Phoenix fait un début mitigé en salle avec 103,7 millions d'USD à l'international tandis que le film Aladdin dépasse les 600 millions d'USD. Après une semaine d'exploitation sur le sol français, Dark Phoenix ne parvient pas à dépasser le million d'entrées, ce qui fait du film le plus mauvais démarrage de la franchise, bien en dessous des 902 696 entrées de X-Men: Apocalypse (2016), et des 937 704 entrées de X-Men : Le Commencement (2011), quant à X-Men: Days of Future Past (2014), qui marque la fin de la première trilogie (X-Men, X-Men 2 et X-Men : L'affrontement final) et le début de la seconde (X-Men : Le Commencement, X-Men : Apocalypse et X-Men : Dark Phoenix), le film a lui enregistré au terme de sa première semaine, 1 223 166 entrées.
Le film est un échec commercial,,. Il ne rapporta que 252 millions de dollars de recettes mondiales pour un budget de 200 millions, devenant l'opus le moins rentable de la franchise,. En tout et pour tout, le film serait responsable d'un manque à gagner de 170 millions de dollars. Le 13 août 2019, selon la presse, les pertes du film seraient liés à un désengagement de la part de Disney, nouveau propriétaire du studio 20th Century Fox, avec par exemple la réduction des frais de commercialisation de 50 millions et le licenciement de l'équipe publicitaire.
Simon Kinberg prend la responsabilité de l'échec du film mais pointe le créneau de sortie et une production difficile.
| Pays ou région        | Box-office        | Date d'arrêt du box-office | Nombre de semaines |
| --------------------- | ----------------- | -------------------------- | ------------------ |
| États-Unis            | 65 845 974 $      | 15 août 2019               | 10                 |
| Chine                 | 59 326 921 $      | 29 juin 2019               | en cours           |
| France                | 1 403 901 entrées | 30 juillet 2019            | 8                  |
| Allemagne             | 387 697 entrées   | 3 juillet 2019             | en cours           |
| Italie                | 394 655 entrées   | 26 juin 2019               | en cours           |
| Espagne               | 523 361 entrées   | 26 juin 2019               | en cours           |
| Total hors États-Unis | 186 597 000 $     | 4 août 2019                | en cours           |
| Total mondial         | 252 442 974 $     | 15 août 2019               | en cours           |

## Distinctions
Entre 2019 et 2020, X-Men: Dark Phoenix a été sélectionné plusieurs fois dans diverses distinctions cinématographiques mais n'a remporté aucune récompense,. Plusieurs de ces distinctions (Razzies, Schmoes) « récompensent » les pires films de l'année.

### Nominations
| Année | Cérémonie ou récompense                                                    | Catégorie / Récompense                                                     | Nommé(es) / Lauréat(es)       |
| ----- | -------------------------------------------------------------------------- | -------------------------------------------------------------------------- | ----------------------------- |
| 2019  | Prix de la bande-annonce d'or                                              | Meilleur blockbuster de l'été                                              | 20th Century Fox et Wild Card |
| 2019  | Prix de la musique hollywoodienne (Hollywood Music In Media Awards (HMMA)) | Meilleure musique originale pour un film de science-fiction ou fantastique | Hans Zimmer                   |
| 2019  | Prix du jeune public                                                       | Meilleur film de science-fiction ou fantastique                            | X-Men: Dark Phoenix           |
| 2019  | Prix du jeune public                                                       | Meilleur acteur de film de science-fiction ou fantastique                  | James McAvoy                  |
| 2019  | Prix du jeune public                                                       | Meilleure actrice de film de science-fiction ou fantastique                | Sophie Turner                 |
| 2019  | Prix du public                                                             | Film d'action de l'année                                                   | X-Men: Dark Phoenix           |
| 2019  | Prix du public                                                             | Star féminine de cinéma de l'année                                         | Sophie Turner                 |
| 2019  | Prix du public                                                             | Star d'un film d'action de l'année                                         | Sophie Turner                 |
| 2019  | Prix Schmoes d'or                                                          | La plus grande déception de l'année                                        | X-Men: Dark Phoenix           |
| 2019  | Prix Schmoes d'or                                                          | Pire film de l'année                                                       | X-Men: Dark Phoenix           |
| 2020  | Alliance des femmes journalistes de cinéma                                 | Suite ou remake qui n'aurait pas dû être fait                              | -                             |
| 2020  | Razzie Awards,                                                             | Pire second rôle féminin                                                   | Jessica Chastain              |
| 2020  | Razzie Awards,                                                             | Pire préquelle, remake, plagiat ou suite                                   | 20th Century Fox              |